# John Fendall

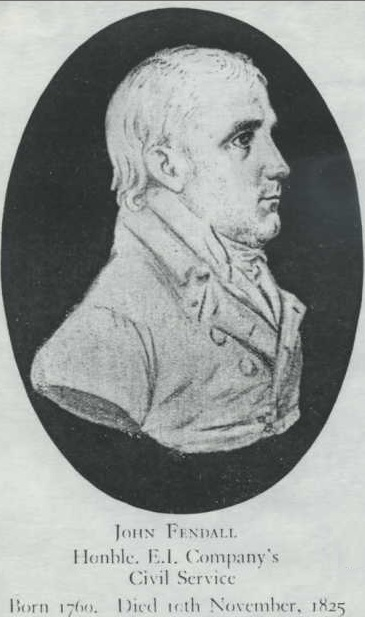
John Fendall.

John Fendall jr. (Londen, 9 oktober 1762 - Calcutta, 1825), ook bekend als John of Java and Bengal, was een Engels koloniaal bestuurder in dienst van de East India Company die in 1816, tijdens de Engelse bezetting van Java, gedurende 5 maanden luitenant-Gouverneur van Nederlands-Indië was.

## Jeugd en begin van zijn carrière
Op 16-jarige leeftijd trad Fendall in dienst van de Engelse Oost-Indische Compagnie, 'the British Honourable East India Company'. In 1790 had hij in dienst van die compagnie als 'Senior Merchant' (opperkoopman in de terminologie van de VOC) de functie van 'Collector' (districtshoofd) van Midnapur/Midnapore in Bengalen bereikt. Na 31 jaar in India te hebben gewerkt reisde Fendall in 1809 voor het eerst weer terug naar Londen.

## Gouverneur van Java
In 1815 keerde Fendal weer terug naar Calcutta, waar hij bij aankomst onmiddellijk werd benoemd tot Luitenant-Gouverneur van Java, een eiland dat de Engelsen in 1811 onder Stamford Raffles op de Nederlanders (in die tijd deel van Napoleons Franse keizerrijk) hadden veroverd. De functie van Gouverneur van Java was in de Engelse hiërarchie te vergelijken met die van Gouverneur van Bengalen, dus het is aannemelijk dat Fendall deze benoeming op prijs gesteld moet hebben. Op 11 maart 1816 nam Fendall de functie van Raffles in Batavia over. Vrijwel onmiddellijk hierna verscheen een Nederlandse vloot op de rede van Batavia onder Godert van der Capellen om Java en de rest van Nederlands-Indië uit naam van koning Willem I terug te eisen.
Fendall had voor een dergelijke overgave geen instructies gekregen van de Gouverneur-Generaal van India in Calcutta en hij weigerde daarom standvastig om Java op te geven. De Nederlanders waren gedwongen om nadere instructies af te wachten.
Pas 16 augustus 1816 konden de Nederlanders de regeringsmacht op Java van de Engelsen overnemen.
Op die datum eindigde het Britse bestuur van het eiland, maar Fendall vertrok eerst in juni 1818 aan boord van het schip 'Caesar'.

## Verdere carrière in Bengalen
Fendall was vanaf 1820 lid van de 'Supreme Council' van Brits-Indië, een positie vergelijkbaar met het lidmaatschap van de Raad van Indië in Nederlands-Indië.
Fendall overleed op 10 november 1825 in Calcutta.
Gouverneur-generaal van de VOC

Both · 
Gerard Reynst · 
Reael · 
Coen · 
Carpentier · 
Coen · 
Specx · 
Brouwer · 
Van Diemen · 
Van der Lijn · 
Carel Reyniersz · 
Maetsuycker · 
Rijcklof van Goens · 
Speelman · 
Camphuys · 
Van Outhoorn · 
Van Hoorn · 
Van Riebeeck · 
Van Swol · 
Zwaardecroon · 
De Haan · 
Durven · 
Van Cloon · 
Patras · 
Valckenier · 
Thedens · 
Van Imhoff · 
Mossel · 
Van der Parra · 
Van Riemsdijk · 
De Klerk · 
Alting

 

Gouverneur-generaal van staatswege

Van Overstraten · 
Siberg · 
Wiese · 
Daendels · 
(Britse interventie: Raffles en Fendall) · 
Van der Capellen · 
De Kock · 
Du Bus de Gisignies · 
Van den Bosch · 
Baud · 
De Eerens · 
Van Hogendorp · 
Merkus · 
Jan Reijnst · 
Rochussen · 
Duymaer van Twist · 
Pahud · 
Prins · 
Sloet van de Beele · 
Prins · 
Mijer · 
Loudon · 
Van Lansberge · 
s'Jacob · 
Van Rees · 
Pijnacker Hordijk · 
Van der Wijck · 
Rooseboom · 
Van Heutsz · 
Idenburg · 
Van Limburg Stirum · 
Fock · 
De Graeff · 
De Jonge · 
Tjarda van Starkenborgh Stachouwer